# 病は気から

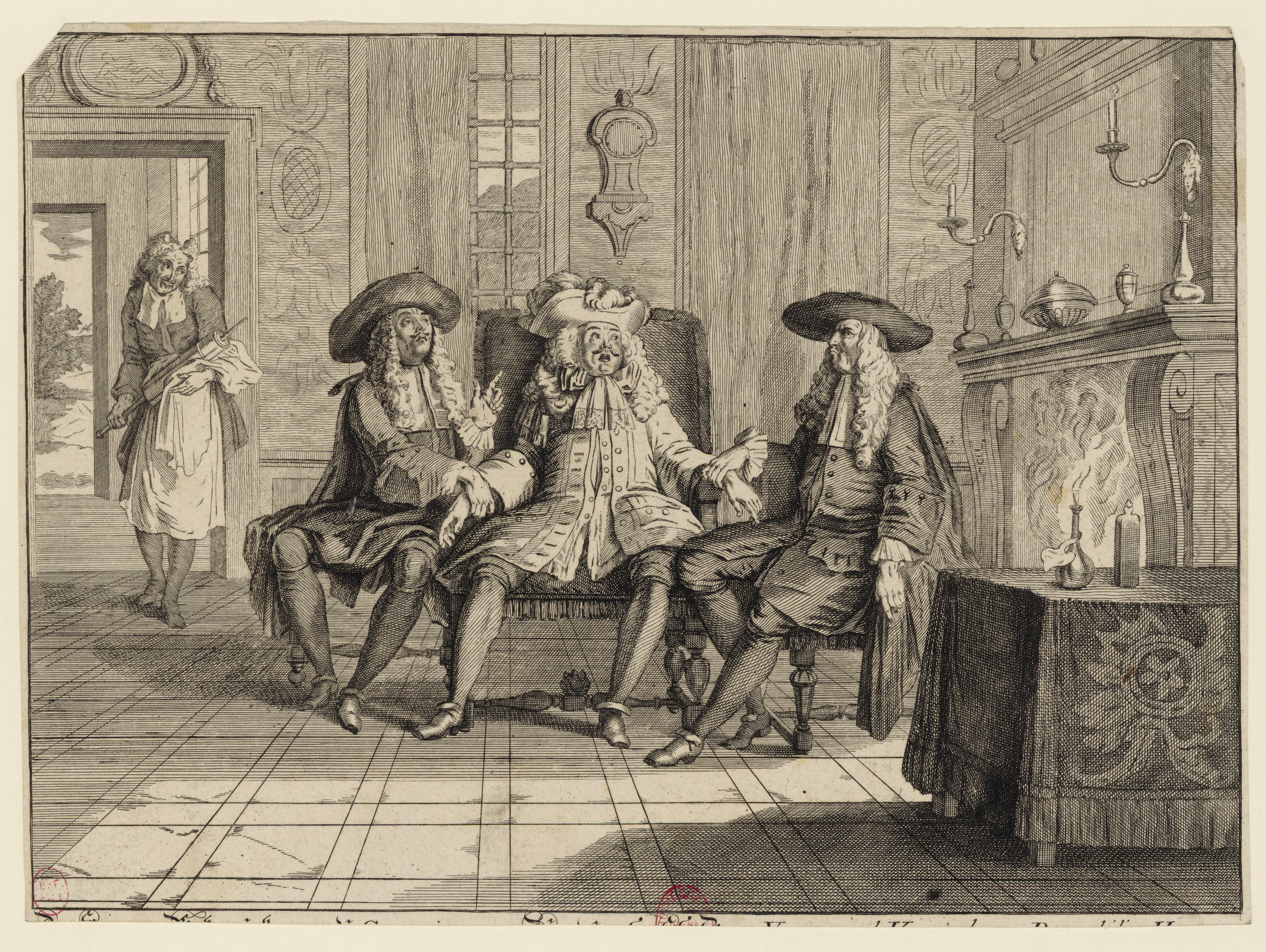
17世紀に描かれた挿絵

『病は気から』（やまいはきから、仏語原題： Le Malade imaginaire）は、モリエールの最後の戯曲。1673年発表。パレ・ロワイヤルにて同年2月10日初演。マルカントワーヌ・シャルパンティエ作曲。
その作中においてたびたび、モリエールは医者を愚弄し諷刺の対象としてきたが、それが最も如実に表れた作品である。病気を治すことよりも、アリストテレスやヒッポクラテスなどの古代の賢人をたてに取り、平民たちをたぶらかそうとしていた権威主義に染まりきった医者たちへの激烈な批判が込められている。

## 登場人物
- アルガン…自分を病気だと思い込んでいる男、金持ち
- ベリーヌ…アルガンの後妻。アルガンには金以外に興味がない。
- アンジェリック…アルガンの娘、クレアントの恋人
- ルイゾン…アルガンの末娘、アンジェリックの妹
- ベラルド…アルガンの弟
- クレアント…アンジェリックの恋人
- ディアフォワリュス…医者
- トーマ・ディアフォワリュス…その息子、アンジェリックに恋している
- ピュルゴン…アルガンのかかりつけ医
- フルーラン…薬剤師
- ボンヌフォワ…公証人
- トワネット…アルガンの女中

## あらすじ
舞台はパリ。極めて気持ちの良い田園風景。様々な男女の群れが登場し、オランダ遠征から凱旋した国王ルイ14世の偉業を讃えるために、歌い、かつ踊る。第1幕の準備をしながら退場。

### 第1幕
アルガンが薬剤師のツケを計算しているところから舞台は始まる。召使を呼んでも誰も来ないことに腹を立て、しつこく呼び続け、女中のトワネットが登場。トワネットがアルガンの小言をのらりくらりと交わしているところに、アンジェリックが登場する。アルガンがトイレへ行ったところで、アンジェリックはトワネットにクレアントと結婚したい旨を打ち明ける。そこへアルガンが戻ってきて、結婚の申し込みがお前にあると話をしだし、アンジェリックは早合点して嬉しがるが、その申し込みはクレアントからではなく、トーマ・ディアフォワリュスからのものであった。アルガンは自分を重い病気であると思い込んでいるため、医者を婿にもらえば話が早いし、トーマと結婚すれば色々な財産がついてくるのでこの上なく良い話であると考えて、すでに結婚を約束してきたという。反対のため会話に割って入り、ふたたびアルガンと言い合うトワネット。言い合いが発展して、アルガンはトワネットを追い回し、ステッキで殴ろうとするが、逃げられてしまう。アルガンが疲れて休んでいたところで、ベリーヌが登場。ベリーヌは怒りの収まらないアルガンをなだめ、アルガンはその親切さに感心し、遺言状の話となり、ここで公証人が登場する。アンジェリックがトワネットに、気の進まない結婚を決められてしまったことについて、助けを求めたところで第1幕終了。

### 第2幕
クレアントが登場。アンジェリックに押し付けられた縁談の話を耳にし駆け付けたが、関係が露呈するのはまずいので、彼女の恋人としてではなく、音楽の先生としてアルガンの家に来たという。アルガンに取り次いでもらったクレアントは、稽古をつける名目で、アンジェリックと再会。会話を交わしているうちに、ディアフォワリュスとその息子、トーマが登場。結婚相手のアンジェリックと、その継母ベリーヌに挨拶をしに来たのだ。トーマは大変な間抜けで、することなすこと頓珍漢であり、また親子そろって古代の賢人たちの学説を妄信しているため、現代からすれば極めて稚拙な医学的知識しか持ち合わせていないが、その知識を披露し、アルガンらを驚かせる。アンジェリックは結婚には反対であると言い出す。ディアフォワリュス親子が退場後、ベリーヌがアルガンに「アンジェリックの部屋に、クレアントがいた」と告げ口をする。アルガンはその告げ口によって、なぜアンジェリックが結婚には反対であると言い出したのか、その真意を理解する。アルガンは、たまたまアンジェリックの部屋にいて、すべてを見ていたルイゾンに口を割らせ、自分の理解が間違いでないことを確認する。疲れて休んでいるところに、弟のベラルドが登場、アンジェリックに良い縁談相手を見つけてきたとアルガンに告げるも、アルガンはわがままな娘の話はもういいと激高する。ベラルドが連れてきた旅芸人の踊りで、第2幕終了。

### 第3幕
旅芸人の踊り終了後、アルガン、ベラルド、トワネットの3人の会話から第3幕開始。ベラルドはアルガンを説得しに来たのであった。アルガンが少し席を外している間に、トワネットは結婚をやめさせるために一芝居打つことに決めたとベラルドに告げる。戻ってきたアルガンにベラルドは、結婚のことで説得しつつ「お兄さんは極めて健康体である、医者や薬剤師はアルガンの体を食い物にしているだけだ」と言うも、アルガンは耳を貸そうとしない。フルーランやピュルゴンが登場し、ベラルドの話を聞いて、気分を害して帰ってしまう。再びアルガンとベラルドは結婚のことで話し始めるが、どうもベラルドはベリーヌに含むところがあるらしい。ベリーヌの愛情を確かめるために、トワネットと協力して、アルガンは死んだふりをして反応を見ることとした。死んだふりをしているアルガンを見て、急に態度を変え、本性を現すベリーヌ。アンジェリックとクレアントにも同じことを試してみると、とくにアンジェリックはアルガンを失って本当に悲しみ、動揺し始めた。彼らの優しい気立てと清らかな心を理解したアルガンは、クレアントが医者になるという条件で、結婚を認めると言う。ベラルドの提案で、ダンスと音楽付きの幕間劇をにぎやかに楽しみながら、第3幕終了。フィナーレを迎える。

## 成立過程
モリエールは本作執筆の数年前から、胸部に疾患を抱え、度々演劇活動を中止して休養を取っていた。『タルチュフ』の上映禁止を巡って、国王ルイ14世に嘆願書を送ったり、有力者たちの好意にすがったりして、上映再開のために東奔西走しなければならなくなった辺りから、病状が次第に悪化していった。
さらに1670年ごろからは、彼にとって不愉快な事件や出来事が頻発するようになった。
シャリュッセー (Le Boulanger de Chalussay) という人物によって刊行された「憂鬱病に取りつかれたエロミール (Elomire Hypocondre)」なる書物が刊行されたことはモリエールに大きな打撃を与えた。というのも、題名の「エロミール (Elomire)」というのは「モリエール (Moliere)」のアナグラムであり、極めて分かりやすい形でモリエールに向けられた、誹謗中傷の書物であったからである。
この他にも彼の初めての恋人であり、若いころにともに劇団を立ち上げたマドレーヌ・ベジャールという女優が亡くなったり、息子が早世したりと、個人的にも不幸に見舞われているが、彼に最も大きな衝撃を与えたのは、ルイ14世の寵愛がジャン＝バティスト・リュリに移っていったことであろう。
モリエールは当初リュリに対して庇護者のような立場にあり、『町人貴族』など10本あまりの作品を協力して制作し人気を博していたが、次第に頭角を現してきたリュリはさらにその野心を膨らませ、そのためにたびたび強引な手法を採ったため、反発を広く買うこととなり、モリエールも例外ではなかった。パレ・ロワイヤルにおいての出演料を巡るトラブルを契機として、その確執は決定的となり、シャルパンティエに作曲を依頼することとなった。
モリエールは作品のプロローグにこの喜劇を演じる目的として「オランダ侵略戦争から凱旋帰国された国王陛下の崇高な偉業を讃えるため」としているが、結局ルイ14世が本作を観覧することはなかった。すでに国王が「コメディ・バレ（舞踊喜劇）」に興味を失っていたためである。
この戯曲ではモリエールは主役のアルガンを演じたが、そのころにはモリエールの体調は最悪の状態にあった。1673年2月17日、4回目の公演中に激しい咳の発作に襲われ、苦痛に耐えながらも最後まで演技を続けた。幕が下りると同時に舞台に倒れ、自宅に担ぎ込まれたが、大量に喀血し、妻が呼びに行った司祭の到着を待たずして息を引き取った。

## 翻訳
原題を直訳すれば“自分は病気だと思い込んでいる男”となる。しかしこれでは長すぎるため、日本においてはこれまで、「脳病秘薬」（1908年、草野柴二）、「神経病者」（1910年、坪内士行）、「気で病む男」（1928年、内藤濯）、「ひとりぎめの病人」（1946年、石沢政男）などの邦訳題名が用いられてきた。鈴木力衛は、日常の慣用句である“病は気から”という表現が、この戯曲の内容を十分に伝えうるとして採用したとしている。以降、この邦訳題が広く普及し、これに落ち着いた。

### 日本語訳
- 『ひとりぎめの病人』石澤政男 訳、養徳社、1948年
- 『病は気から』鈴木力衛訳、岩波文庫、1970年 2008年（改版）
- 『神經病者』坪内士行訳、（モリエール全集 所収）、天佑社、1920年
- 『気で病む人』井上英三 訳、（モリエール全集 第三卷 所収）、中央公論社、1934年
- 『氣で病む男』内藤濯訳、（モリエエル傑作集 所収）、新潮文庫、1937年
  - 元版　『氣で病む男』内藤濯 訳、（世界文學全集 6 佛蘭西古典劇集 所収）、新潮社、1928年
- 『気で病む男』内藤濯 訳、（モリエール喜劇集 所収）、生活社、1948年
- 『気で病む男』内藤濯 訳、（モリエール名作集 所収）、白水社、1951年
- 『気で病む男』内藤濯 訳、（決定版 世界文学全集 第三期3巻 所収）、河出書房、1958年
- 『病は気から』鈴木力衛 訳、（世界文学全集 第三集6巻 所収）、河出書房、1965年
- 『病は気から』鈴木力衛 訳、（モリエール全集 1 所収）、中央公論社、1973年

### 翻案
- 『脳病秘薬』草野柴二訳、（モリエエル全集 下巻 所収）、金尾文淵堂・加島至誠堂、1908年
  - 元版　『喜劇/脳病秘薬』草野柴二訳、新小説 1905年2月号掲載

## 脚注

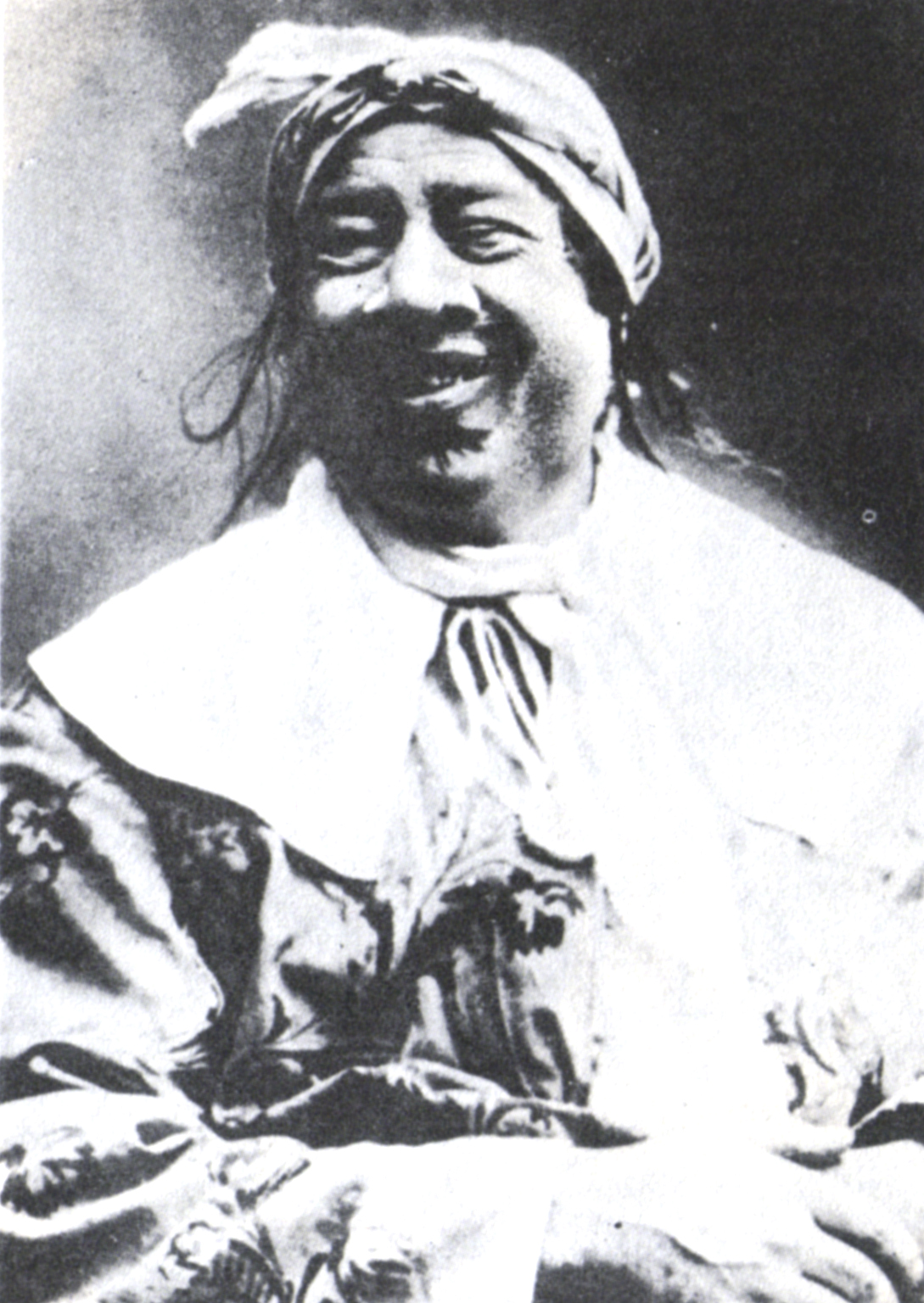
モスクワ芸術座での1913年の公演にてコンスタンチン・スタニスラフスキー演じるアルガン